# Barão Ellenborough

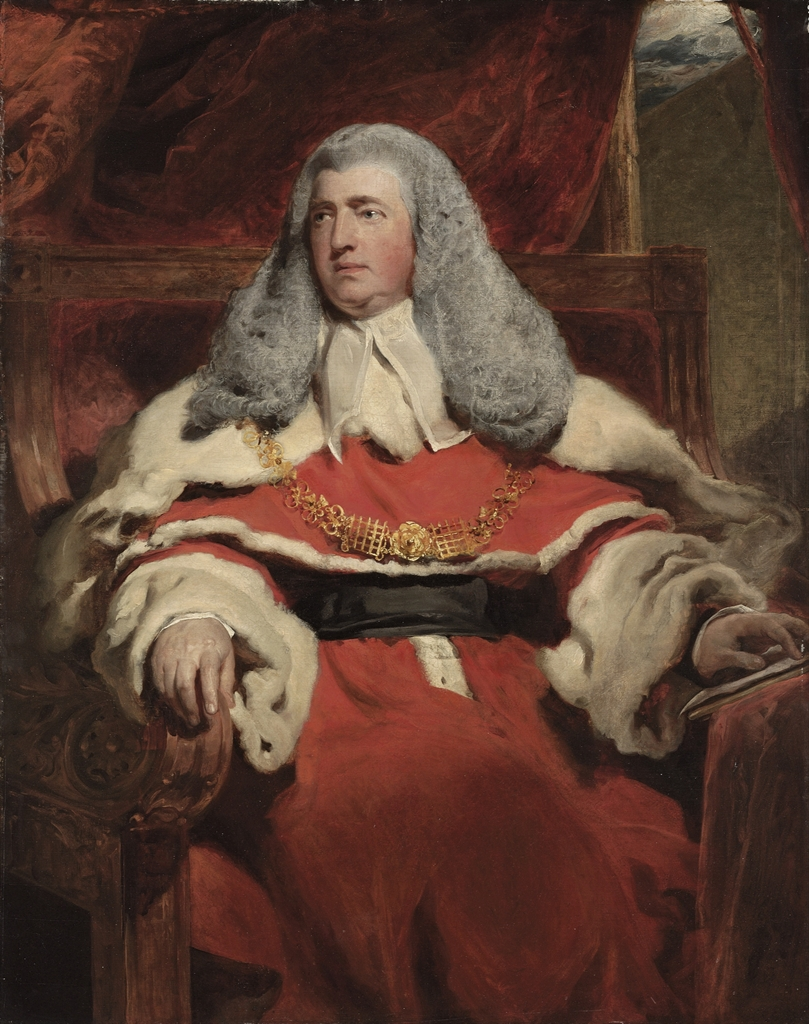
Edward Law, 1.º Barão Ellenborough

Barão Ellenborough, de Ellenborough no Condado de Cumberland, é um título nobiliárquico do Pariato do Reino Unido. Foi criado em 19 de abril de 1802 para o advogado, juiz e político Sir Edward Law. Seu filho, o segundo barão, serviu notavelmente como governador-geral da Índia. Em 22 de outubro de 1844, o segundo barão foi criado Visconde Southam, de Southam no Condado de Gloucester, e Conde de Ellenborough, no Condado de Cumberland. Esses títulos também estavam no Pariato do Reino Unido. Seu único filho faleceu antes dele e com sua morte em 1871, os dois títulos foram extintos.

## Barões Ellenborough (1802)
- Edward Law, 1.º Barão Ellenborough (1750–1818)
- Edward Law, 2.º Barão Ellenborough (1790–1871) (criado Conde de Ellenborough em 1844)

### Conde de Ellenborough (1844)
- Edward Law, 1.º Conde de Ellenborough (1790–1871)

### Barões Ellenborough (1802; revertido)
- Charles Edmund Towry-Law, 3.º Barão Ellenborough (1820–1890)
- Charles Towry Hamilton Towry-Law, 4.º Barão Ellenborough (1856–1902)
- Edward Downes Law, 5.º Barão Ellenborough (1841–1915)
- Cecil Henry Law, 6.º Barão Ellenborough (1849–1931)
- Henry Astell Law, 7.º Barão Ellenborough (1889–1945)
- Richard Edward Cecil Law, 8.º Barão Ellenborough (1926–2013) [3]
- Rupert Edward Henry Law, 9.º Barão Ellenborough (nascido em 1955)

O herdeiro é o filho do atual titular, James Law (nascido em 1983). O herdeiro do herdeiro é seu filho, Edward Thomas Carmichael Law (nascido em 2020).

## Linha de Sucessão
- Edward Law, 1.º Barão Ellenborough (1750–1818)
  -  Edward Law, 1.º Conde de Ellenborough (1790–1871)
  - Hon. Charles Ewan Law (1792–1850)
    -  Charles Towry-Law, 3.º Barão Ellenborough (1820–1890)
      -  Charles Towry-Law, 4.º Barão Ellenborough (1856–1902)

  - Hon. Henry Spencer Law (1802–1885)
    -  Edward Law, 5.º Barão Ellenborough (1841–1915)
    -  Cecil Law, 6.º Barão Ellenborough (1849–1931)
      -  Henry Law, 7.º Barão Ellenborough (1889–1945)
        -  Richard Law, 8.º Barão Ellenborough (1926–2013)
          -  Rupert Edward Henry Law, 9.º Barão Ellenborough (born 1955)
            - (1) Hon. James Rupert Thomas Law (born 1983)
              - (2) Edward Thomas Carmichael Law (born 2020)

            - (3) Hon. Frederick George Towry Gray Law (born 1990)

          - (4) Hon. Edmund Ivor Cecil Law (born 1956)
            - (5) David Christopher Law (born 1984)
            - (6) John Christian Law (born 1986)

          - (7) Hon. Charles Adrian Christian Towry Law (born 1960)

        - Hon. Cecil Towry Henry Law (1931–2005)
          - (8) Edward Henry Towry Law (born 1971)

  - Hon. William Towry Law (1809–1886)
    - Thomas Graves Law (1836–1904)
      - Henry Duncan Graves Law (1883–1964)
        - Richard Graham Law (1918–2009)
          - (9) Nigel Graham Law (born 1949)
          - (10) David Jocelyn Wright Law (born 1950)
            - (11) Alexander Tasman Law (born 1987)

        - (12) Christopher Law (born 1921)
          - (13) Jonathan Law (born 1958)
          - (14) Ian Graham Law (born 1961)
            - (15) Duncan Graham Law (born 1989)
            - (16) Thomas Henry Law (born 1993)

        - (17) Michael Haldane Law (born 1925)
          - (18) Richard Anthony Law (born 1955)
          - (19) Peter Andrew Law (born 1958)
          - (20) John Martin Law (born 1961)
          - (21) Stephen Francis Law (born 1966)

    - Cdr. Frederick Charles Law (1841–1922)
      - William Victor Law (1880–1867)
        - Frederick Henry Law (1912–1986)
          - (22) Stephen Frederick Law (born 1943)
            - (23) Adrian Crawford Law (born 1979)

### Atribuição
- Hesilrige, Arthur G. M. (1921). Debrett's Peerage and Titles of courtesy. London: Dean & Son
- Kidd, Charles, ed. (1903). Debrett's peerage, baronetage, knightage, and companionage. London: Dean and Son
- Leigh Rayment's Peerage Pages  [self-published source] [better source needed]